# Hunding
Hunding je obec v německé spolkové zemi Bavorsko, v zemském okrese Deggendorf ve vládním obvodu Dolní Bavorsko.
V roce 2014 zde žilo 1 162 obyvatel.

## Poloha
Sousední obce jsou: Grattersdorf, Lalling a Schöfweg.